# Ernesto Pontieri
Ernesto Pontieri (Nocera Terinese, 4 settembre 1896 – Roma, 4 maggio 1980) è stato uno storico italiano, ricordato per le qualità di didatta, e per le capacità organizzative che incisero profondamente sul rinnovamento delle strutture, attrezzature e laboratori dell'università di Napoli, nel decennio del suo rettorato (1950-1959).

## Biografia
Allievo prediletto di Michelangelo Schipa, Pontieri fu professore di storia medievale e moderna presso l'Università Federico II di Napoli. Oltre che come fine storico, è ricordato anche per l'impegno profuso nei nove anni in cui fu Rettore dell'ateneo federiciano: dal 1950 al 1959 «realizzò uno dei più importanti e incisivi programmi nella storia moderna dell'ateneo napoletano» incidendo sull'adeguamento edilizio e strutturale e rendendosi protagonista della rivitalizzazione anche morale dell'università federiciana, attraverso investimenti che incisero profondamente sull'edilizia e sulle dotazioni strumentali, facendo leva sulla rivitalizzazione morale della struttura. Egli ricercò e promosse la collaborazione della popolazione studentesca, a cui egli riconosceva una acuita sensibilità nei confronti del «travaglio economico-sociale» derivante dalla mutata estrazione sociale, non più esclusivamente «medio e alto borghese», e dalla provenienza geografica fattasi più dispersa, tanto da toccare ormai, ampiamente, tutte le province del meridione d'Italia.

### Attività accademica

#### Attività didattica
La sua immissione in ruolo, negli anni trenta, avvenne in parallelo all'ingresso di altre figure prestigiose tra le quali Ettore Majorana, Renato Caccioppoli, Corrado Barbagallo, Giulio Andreoli, in una stagione che vide consolidarsi, nell'ateneo napoletano, un'élite intellettuale di stampo liberale, che trovava in Benedetto Croce la figura di riferimento più prestigiosa e riconoscibile.
Tra i suoi allievi vi fu Giuseppe Galasso, che gli succedette nella cattedra all'Università di Napoli e che, all’indomani della sua morte, avvenuta a Roma nel 1980, in un discorso commemorativo, così volle evidenziare la sua peculiarità: “Cresciuto in una prospettiva culturale ancora dominata dal pragmatismo e dall’erudizione delle scuole positivistiche, egli ne trasse una schietta adesione al concetto che la storia sia ricerca della verità, indagine scrupolosa per accertare i detti, i fatti, la mente degli uomini del passato; e sentì sempre con grande immediatezza il legame del presente col passato, la pietas storica che spinge a ravvisare nella tradizione e nelle loro vicende un momento insopprimibile della verità, al di sopra di tutto quanto è più contingente”.

#### Gli anni del rettorato a Napoli (1950-1959) e L'Aquila (1967-1972)
Oltre che per le doti di studioso, viene ricordato per le capacità organizzative messe in campo nel periodo del rettorato, quando, nei tre mandati succedutisi consecutivamente dal 1950 al 1959, «realizzò uno dei più importanti e incisivi programmi nella storia moderna dell'ateneo napoletano» promuovendo la costruzione di nuove strutture edilizie e la ristrutturazione delle preesistenti, con ammodernamento di attrezzature, laboratori e biblioteche, perseguendo la «rivitalizzazione delle condizioni morali ed economiche» ricercando la «attiva e fattiva collaborazione degli studenti».
Successivamente Pontieri fu anche rettore dell'Università degli Studi dell'Aquila succedendo nel 1967 al deceduto Vincenzo Rivera.

#### Ricerca storica
Come storico, il suo campo di elezione fu la storia medievale e moderna, con particolare attenzione al sorgere e al susseguirsi delle potenze normanne e sveve, alla dominazione aragonese, alla congiura dei baroni, ai conflitti e ai movimenti di religione, all'epoca della Riforma protestante e della Controriforma, con significative attenzioni al Settecento e all'Ottocento borbonico pre-risorgimentale, alle gesta rivoluzionarie del 1799, fino ai significativi contributi spazianti dalle vicende risorgimentali e post-risorgimentali, all'età contemporanea.
Il volume del 1948, Tra i Normanni nell'Italia meridionale, riedito nel 1964 dopo che la prima edizione andò subito esaurita, stimolò l'interesse per la storia del meridione d'Italia prima e durante la dominazione normanna, un filone trascurato su cui iniziò a convergere l'interesse della storiografia europea.
Un esempio della sua vocazione di storico e della grande padronanza delle fonti è il saggio aggiunto alla seconda edizione del 1964 La madre di re Ruggero: Adelaide del Vasto contessa di Sicilia, regina di Gerusalemme (?-1118) in cui la «finezza d'interpretazione psicologica» dello storico, rafforzata da «scrupolosa erudizione e grande sagacia ermeneutica», fa emergere, in maniera «eccellentemente provata», la statura di donna di stato della reggente Adelaide.
In Ernesto Pontieri, anche gli elementi storici più disparati, e perfino i dati più aridi e settoriali, si compongono sempre attorno a «grossi nessi problematici», in una «sintesi vigorosa e illuminante» com'è il caso, ad esempio, del volume La Calabria a metà del secolo XV e le rivolte di Antonio Centelles, definito dal Saitta un «vero gioiello unitario».

### Affiliazioni e cariche
Fin dalla fondazione, per tutti gli anni della presidenza di Benedetto Croce, e fino alla morte nel 1980, fu tra i membri del consiglio direttivo dell'Istituto italiano per gli studi storici, insieme agli altri uomini del «sodalizio» crociano:
Alessandro Casati, Luigi Einaudi, Luigi Russo, Alda Croce, Arnaldo Momigliano, Dante Petaccia, Raffaele Mattioli e Donato Menichella.
Fu presidente della Società napoletana di storia patria, e, a più riprese, presidente dell'Accademia Pontaniana. Fu socio nazionale dell'Accademia dei Lincei.
Ha presieduto il comitato direttivo della Storia Universale, edita per Vallardi e quello della Storia di Napoli, di cui fecero parte Salvatore Battaglia, Giovanni Cassandro, Epicarmo Corbino, Roberto Pane.
Nel 1976 la Fondazione Adone Zoli gli ha consegnato la Targa Coerenza per l'impegno di una vita per la cultura.

## Fondo Pontieri
All'inizio degli anni settanta, Pontieri fece dono personale del suo patrimonio librario alla Biblioteca nazionale di Napoli: si tratta di un fondo bibliografico composto da «più di diecimila volumi, un considerevole quantitativo di opuscoli, decine di annate delle più importanti riviste storiche italiane, monografie italiane e straniere, numerosi estratti di saggi, codici diplomatici, carteggi, testi antichi, studi di storia locale e un consistente numero di lavori che costituiscono una vera e propria antologia di fonti d'archivio, molte delle quali straniere».

## Opere
- I "flagellati" di Nocera Terinese, in Rivista Critica di Cultura Calabrese, I, 2 (1921)
- I primordî della feudalità calabrese, Milano, Albrighi & Segati, 1922
- Lettere del marchese Caracciolo, viceré di Sicilia, al Ministro Acton (1782-1786), settembre 2017., con appendice, Archivio Storico per le Province Napoletane, 1929 
  - ripubblicato nel 1932 come Il marchese Caracciolo viceré di Sicilia ed il Ministro Acton. Lettere inedite sul governo di Sicilia (1782-1786),
- Il regno normanno, con prefazione di Francesco Ercole, Messina, 1933
- Sul cosiddetto comune di Benevento nel mille, Benevento, 1933
- La Riforma in Italia, Napoli, 1939
- La Crociata contro i Valdesi di Calabria nel 1561, Tivoli, 1939
- La Dinastia aragonese di Napoli e la casa de' Medici di Firenze: dal carteggio familiare, Miccoli 1941-1942
- Ricerche sulla crisi della monarchia siciliana nel secolo XIII, Miccoli, 1942
  - 2ª edizione riveduta, Edizioni scientifiche italiane, Napoli, 1950
- Il tramonto del baronaggio siciliano., Sansoni,  Firenze, 1943 (versione scaricabile online)
- L'equilibrio e la crisi politica italiana nella seconda metà del secolo XV, Libreria scientifica editrice, 1945
- Per la storia del regno di Ferrante I d'Aragona re di Napoli, Napoli, A. Morano editore, 1947.
  - 2ª edizione riveduta e accresciuta, Napoli, Edizioni scientifiche italiane, 1969.
- I barbari in Italia; appunti dalle lezioni del corso ufficiale di storia medievale, a.a.  1951-1952, Edizioni scientifiche italiane, 1952
- Gli studi universitari nel Mezzogiorno d'Italia, Roma, 1952
- Ferdinando il Cattolico e i regni di Napoli e di Sicilia nella storiografia italiana dell'ultimo cinquantennio, 1954
- Benedetto Croce e la Società napoletana di storia patria, in Studi in memoria di Benedetto Croce, Napoli, 1955, pp. 3–20
- Studi e documenti per la storia della Università degli studi di Napoli, I, L'Arte tipografica, Napoli, 1957
- Camillo Porzio storico, Società napoletana di storia patria, 1958
- Benevento longobarda e il travaglio politico dell'Italia meridionale nell'alto medioevo, Spoleto, 1959
- Le invasioni barbariche e l'Italia del V e VI secolo, Libreria scientifica editrice, 1959-1960
- Divagazioni storiche e storiografiche, Libreria scientifica editrice, 1960
- Il riformismo borbonico nella Sicilia del Sette e dell'Ottocento. Saggi storici., Edizioni scientifiche italiane, Napoli, 1965 - versione online (2ª edizione, 1961; 1ª edizione: Perrella, 1945)
- I registri della Cancelleria vicereale di Calabria (1422-1453), Napoli, 1961
- Le lotte per il predominio in Europa e la fine della "libertà" d'Italia (1494-1530), Edizioni scientifiche italiane, Napoli, 1961
- L'età dell'equilibrio politico in Italia (1454-1494), Libreria scientifica editrice, Napoli, 1962
- La Basilicata nel risorgimento politico italiano (1700-1870), Potenza, 1962
  - ristampa anastatica: Arnaldo Forni Editore, Bologna, 1975
- La Calabria a metà del secolo XV e le rivolte di Antonio Centelles, F. Fiorentino, Napoli, 1963
- Tra i Normanni nell'Italia meridionale, Edizioni scientifiche italiane, Napoli, 1964 (2ª edizione; 1ª edizione: Morano, 1948)
- (curatore) La congiura de' baroni del Regno di Napoli contra il re Ferdinando primo, e gli altri scritti di Camillo Porzio, Edizioni scientifiche italiane, 1964
- I movimenti religiosi del secolo XVI e l'Italia, Napoli, 1965
- Nei tempi grigi della storia d'Italia. Saggi storici sul periodo del predominio straniero in Italia, Edizioni scientifiche italiane, Napoli, 1966 (3ª edizione)
- Gli ultimi aneliti della indipendenza politica italiana: 1530-1559, Edizioni scientifiche italiane, Napoli, 1966
- Sopravvivenze pseudo-ascetiche medievali: i «battenti» di Nocera Terinese, Palermo, 1967
- (con Anthony Blunt, Michele Fuiano, Pasquale Guida), Il restauro della chiesa e l'isolamento del campanile del complesso monumentale di S. Maria Maggiore alla Pietrasanta in Napoli: evoluzioni, involuzioni ed iscrizioni del tempio, Giannini, 1969
- Venezia e il conflitto tra Innocenzo VIII e Ferrante d'Aragona, Società napoletana di storia patria, 1969 ISBN 978-88-8044-018-5
- Federico II di Hohenstaufen e i suoi tempi, Napoli, 1970
- Un arcivescovo riformatore nella Napoli post-tridentina: il cardinale Paolo Burali d'Arezzo (1576-1578), Napoli, 1971
- I normanni nell'Italia meridionale, Libreria scientifica editrice, 1971
- Divagazioni storiche e storiografiche. Libreria scientifica editrice, 1971
- (con Ernesto Mazzetti, Roberto Almagià, Rosario La Duca), Cartografia generale del Mezzogiorno e della Sicilia, Edizioni scientifiche italiane, 1972
- (con Irma Schiappoli), Napoli aragonese: traffici e attività marinare, Giannini, Napoli, 1972
- (curatore) De rebus gestis Rogerii Calabriae et Siciliae comitis et Roberti Guiscardi ducis fratris eius: auctore Gaufredo Malaterra monacho benedictino, Zanichelli, Bologna, 1927-28[1972]
- Niccolò Rodolico, Accademia nazionale dei Lincei, 1972
- Mezzogiorno medioevale e moderno in una prospettiva storica, 1972
- Nelle pieghe della guerra sanfedista in Calabria negli anni 1806-1811, Napoli, 1973
- (con Pinella Sciuti Campanella), Breve storia dell'arte napoletana, Società editrice napoletana, 1974
- Alfonso il Magnanimo re di Napoli. 1435-1458, Edizioni scientifiche italiane, Napoli, 1975
- Baia nel Medioevo, Roma, 1977
- La politica mediceo-fiorentina nella congiura dei baroni napoletani contro Ferrante d'Aragona, 1485-1492. Documenti inediti, Napoli, 1977
- Carteggi diplomatici fra Milano sforzesca e la Francia, vol. I (18 agosto 1450 - 26 dicembre 1456), Roma, Istituto Storico Italiano per l'età moderna e contemporanea, 1978
- Il comune dell'Aquila nel declino del Medioevo, Japadre, L'Aquila, 1978
- Storia Universale, diretta da Ernesto Pontieri, 20 volumi, Vallardi, Milano, 1959-1970
  - "Luigi XIV e la preponderanza francese in Europa (1661-1715)", 1969
  - "Le lotte per il predominio europeo tra la Francia e la potenza ispano-asburgica (1494-1599)", 1970
  - "L'America Latina dalla fondazione degli imperi coloniali spagnolo e portoghese all'epoca presente", 1975
- Storia di Napoli, 10 volumi, Edizioni scientifiche italiane, Napoli, 1971-1978

### Opere disponibili online
Alcune sue opere sono disponibili in edizione integrale online, liberamente scaricabili, con il consenso degli aventi diritto, sulla pagina  Biblioteca.  della rivista Mediterranea. Ricerche storiche, ISSN 1824-3010 (stampa) ISSN 1828-230X (online).

### Approfondimenti
- Mario Del Treppo, Ricordo di Ernesto Pontieri, in "Rassegna Storica Salernitana", XXII (2004), pp. 215–231
- Mario Del Treppo, Ernesto Pontieri (1896-1980), in "Clio", XVIII (1982), pp. 437–67
  - anche in Atti del Convegno della Società degli Storici Italiani. Treviso, 10-12 novembre 1980, Messina, 1984, pp. 109–129